# Lorcan Finnegan
Lorcan Finnegan és un cineasta irlandès. És conegut per dirigir The Surfer (2024).  També va dirigir les pel·lícules Vivarium (2019) i Nocebo (2022).

## Filmografia com a director
- Without Name (2016)
- Vivarium (2019)
- Nocebo (2022)
- The Surfer (2024)